# I. Rádzsarádzsa Csola csola király
I. (Nagy) Rádzsarádzsa Csola (Tamil: இராஜராஜ சோழன்) egyike a Csola-dinasztia legjelentősebb uralkodóinak. 985 és 1014 között uralkodott. Ő fektette le a hatalmas Csola Birodalom alapjait, meghódítva a környező, dél-indiai királyságokat. A birodalom délen Srí Lankáig, északkeleten pedig egészen Kalingáig (Orisza állam) terjedt. A Vengi királyság meghódításával megalapította a késői Csola-dinasztiát. Ő foglalta el Srí Lankát is, megkezdve ezzel a sziget mintegy száz évig tartó tamil megszállását.
Megújította a közigazgatási rendszert is, kerületekre osztva országát. Ő építtette a lélegzetelállító Brihadísvara-templomot Tandzsávúrban. Sikerei lehetővé tették, hogy fia, Radzsendra Csola még tovább tolja ki a birodalom határait.
Rádzsarádzsa, eredeti nevén Arulmozhi Varman, II Parantaka (Szundara) Csola és Vanavan Maha Dehi második fiaként látta meg a napvilágot. Apja unokaöccse, Uttama Csola halála után szállt rá a trón 985-ben. Már apja életében kitüntette magát a csatákban, csakúgy mint idősebb testvére, Aditja Karikalan, aki azonban titokzatos körülmények között elhalálozott, mielőtt uralkodóvá válhatott volna, 969-ben.
Az sem egészen tisztázott, miként szállt Uttama Csolára a trón, Parantaka Szundara Csola halála után. II Parantaka Uttama apjának volt az öccse. Ám mikor Uttama apja, Arindzsaja Csola meghalt, Uttana még nagyon kicsi gyermek volt, ezért örökölte nagybátyja, II Parantaka a trónt. Amikor II Parantaka 970-ben meghalt, Uttama lett a király. Ezt úgy sikerült elérnie, hogy kompromisszumot kötött nagybátyjával: halála után nem saját fia, hanem Arulmozhi Varman (későbbi nevén Rádzsarádzsa) válik uralkodóva. Uttama 985-ben hunyt el.
"Miután felismerte az annak testén látható jelekből, hogy Arulmozhi maga a földre szállt Visnu, a három világok védelmezője, Uttama örökösévé tette őt, ő maga pedig magára vette a földi kormányzás gondjait."

## Hódítások
Pándja, Szinhála és Cséra dél-indiai királyságok gyakran szövetkeztek a Csolák ellen. Ez történt abban az évben is, amikor Rádzsarádzsa uralkodóvá vált. Ugyanakkor nincs arra vonatkozóan bizonyítékunk, hogy Rádzsarádzsa uralkodása nyolcadik éve előtt útnak indított volna bármilyen hadsereget. Feltételezések szerint arra szánta ezt az időt, hogy csapatát jól felkészítse a csatákra.
Az első regisztrált hadi esemény 994-re történt, amikor is legyőzött egy hadi flottát Kandalur kikötőjében. Bár későbbi források szerint Kandalur kikötője ez időben Bhaskara Ravi Varman Thiruvadi (978–1036) Cséra király fennhatósága alatt állt, valószínűbbnek tűnik, hogy a terület valójában a Pándják királyságához tartozott, amikor Rádzsarádzsa megszállta azt.
Amikor évek hosszú csatája után Rádzsarádzsa végül legyőzte ősi riválisait, felvette a Mummudi-Csola (a Csola király, aki három koronát visel) címet, utalva arra, hogy most már nem csak a Csola területeket kormányozza, hanem a Csérák és a Pándják királyságát is.
A Csérák elleni egyik csatában, még 1008 előtt, Rádzsarádzsa elfoglalta Udagai városát is. A Csola sereget Rádzsarádzsa fia, Radzsendra vezette. A Kalingattuparani, egy hősi költemény, mely a 12. század elején íródott, röviden utal rá, hogy az agresszió kiváltó oka egy, a Csolák követe elleni akció volt a Cséra udvarnál. Egy másik tamil költő, Vikkirama Csolan pedig arról tesz említést, hogy a Malai Nádu elleni támadás kiváltó oka is egy Csola küldött elleni inzultus volt. A megtorlás során 18 herceget végeztek ki.
Hogy a régi Csola-ellenes szövetség harmadik tagját, a Szinhála királyságot is legyőzze, Rádzsarádzsa 993-ban elfoglalta Srí Lankát. Egy rézből készült tábla említi, hogy Rádzsarádzsa hadiflottája átszelte a tengert, és felégette Srí Lanka királyságát, amikor V. Mahinda volt a Szinhála király. Még 991-ben Mahinda hadserege felkelt uralkodója ellen, aki Rohana délen található területére volt kénytelen menekülni. Ezt az alkalmat használta ki Rádzsarádzsa, hogy megtámadja a szigetet, és hogy elfoglalja Srí Lanka északi régióit. Anuradhapurát, a Szinhála királyok 1400 éves székhelyét lerombolta, amely ezután lakatlanná vált. Helyette a Dzsananathamangalammá keresztelt Polonnaruva vált a terület központjává. Itt Rádzsarádzsa építtetett egy templomot Sivának. A város fekvése tisztán mutatja Rádzsarádzsa azon szándékát, hogy az egész szigetet elfoglalja, hiszen az akkori határvidék peremén található. Ez végül neki nem, de fiának, I. Radzsendra Csolának sikerült.
Rádzsarádzsa északi irányban is terjeszkedett, bekebelezte Gangapadi, Nolambapadi és Tadigaipadi területeit (a mai Karnátaka állam) 998 és 999 között. Ezt nagyban segítette az a tény, hogy a Csolák már II Parantaka (Szundara) Csola óta folyamatosan intéztek támadásokat e királyságok ellen. A Nolambák, akik akkoriban a Gangák fennhatósága alá tartoztak, végül segítették a Csolák törekvéseit, ami sorsdöntőnek bizonyult a csatában. A másik döntő tényező a Rashtrakuta-dinasztia eltűnése volt 973-ban. Az ő területeiket a Csálukják kebelezték be. Ettől kezdve a Csolák legfőbb ellensége északnyugaton a Csálukják voltak.
996-ban Szatjaszrádzsa lett a Csálukják királya. Nem teljesen tisztázott, milyen körülmények között robbant ki az ellenségesedés a két királyság között, annyi azonban bizonyos, hogy Gangapadi és Nolambapadi bekebelezésével Rádzsarádzsa közvetlen kapcsolatba került a Csálukjákkal. Mindkét királyság erős volt és jól szervezett, így csak idő kérdése volt, mikor csapnak össze, hogy eldöntsék, kié az elsőbbség. Ilyen körülmények között bármilyen csekélység elég lehetett egy nyílt konfliktus kirobbantására. Ugyanakkor a Csálukjákat északról is támadta egy másik területre éhes dinasztia, a malvai Paramarák, így ők különösen nehéz helyzetbe kerültek egy új front nyitásával.
Rádzsarádzsa serege fia, Radzsendra vezetésével 1003-ban elfoglalta Rattapadi városát. Egy 1007-ből/1008-ból származó leírás szerint Rádzsarádzsa kifosztotta az egész országot, legyilkolta a nőket, gyerekeket és papokat, a lányokat pedig házasságra kényszerítette, felszámolva így az eredeti nemzetségeket. Rádzsarádzsa leírásai arról számolnak be, hogy a hadserege harci elefántjai, akiknek döntő szerep jutott a győzelemben, legázolták a Tungabhadra folyó partjait. Rádzsarádzsa győzelme után hadi sarc és jóvátétel fizetésére kötelezte Szatjaszrádzsát, aki viszont ígérete ellenére később nem ismerte el a Csolák fennhatóságát. Rádzsarádzsa fia, Radzsendra Csola kebelezte be végül a királyságot. Rádzsarádzsa ennek ellenére nagy jelentőséget tulajdonított a győzelemnek, amit az is mutat, hogy hazatérte után arany virágokból álló áldozatot mutatott be Radzsaradzseszvara templomában. Ez után a győzelem után a Tungabhadra folyó jelentette a határvonalat a két birodalom között.
I Parantaka Csola (907-950) már foglalt el területeket a vengi királyságból, ami 913 körül még virágzó birodalomnak számított. II Parantaka (Szundara) Csola is folytatta a hódításokat, legalábbis a talált leírások szerint, amik Orisza állam megtámadásáról szólnak. Amikor Rádzsarádzsa is hadba indult a vengik ellen, személyesen is aktív szerepet vállalt a hadvezetésben. Az egyik ránk maradt leírás szerint saját kezűleg végezte ki az egyik vezetőt, aki elmulasztotta parancsát teljesíteni. A vengik elleni támadások hátterében valószínűleg a terület kényelmes fekvése áll, ami kitűnő bázisul szolgálhatott a nyugati régiók elleni további támadásokhoz. A Csolák más elfoglalt területeken is kiépítettek katonai bazisokat, a Pándják királyságában éppúgy, mint Srí Lankán. Vengi után aztán Kalinga királyságát is elfoglalták a csola csapatok.
Rádzsarádzsa idejében véghezvitt hódítások között meg kell említeni a Maldív-szigetek bekebelezését is, ami a királyság tengeri flottájának erejét bizonyítja. A tengeri erő bázisául a Bengáli-öböl partján fekvő Nagapattinam kikötője szolgált.

## Tandzsávúr temploma
Rádzsarádzsa jelentős eredményei közé tartozik a hódításokon túl építészeti remekművek megalkotása is. Ezek közül kiemelkedik a tandzsávúri Brihadesvara-templom, amit Siva istenségnek szenteltek, és Rádzsarádzseszvarának neveztek. Ez a 11. századi dél-indiai építészet legjelentősebb alkotása. Méltó figyelmünkre nem csak nagysága, de egyszerűsége miatt is. Ma az UNESCO világörökségének része, mint a nagy Csola templomegyüttes része. A hagyomány úgy tartja, hogy az építkezést Rádzsarádzsa uralkodásának 25. esztendejének 275. napján fejezték be. Felavatása után Tandzsávúr a birodalom gazdasági és vallási központjává vált. A vidékről évről évre érkeztek emberek és alapanyagok a templomegyüttes fenntartására.

## Államigazgatás
Rádzsarádzsa uralkodásának huszonharmadiktól huszonkilencedik évéig béke uralkodott a birodalomban, így a király figyelmét a belső közigazgatás tökéletesítése felé fordíthatta. A tandzsávúri építkezés és az ide irányuló erőforrások koordinálása minden bizonnyal sok idejét lekötötte a királynak ezekben az években. A közigazgatási rendszert is tökéletesítette kiépítve egy centralizált államszerkezetet. A területi kormányzatok élére vezetőket nevezett ki. A helyi közgyűléseket és egyéb közügyekkel foglalkozó szerveket ellenőrzése alá vonta, kis mértékben csorbítva csak autonómiájukat.

## Hadsereg
Általánosságban elmondható, hogy a hadsereg Rádzsarádzsa és fia uralma alatt nagy tiszteletnek örvendett, ami minden bizonnyal hozzájárult az elért katonai sikerekhez. A dicsőségből és a zsákmányból is kivették részüket. A ránk maradt feljegyzésekből az derül ki, hogy szinte egész csapattesteknek a nevében előnévként szerepel a király vagy annak fia neve. Feltételezések szerint a katonák hadi eredményeikkel vívhatták ki maguknak ezt a megtiszteltetést. A hadsereget elefántos hadtestek, lovasok, és gyalogosok alkották. Némely hadtestnek feladata volt egyes kisebb vallási szertartások elvégzése is a templom körül. Mások kamatra pénzt kölcsönöztek a templomtól, és azt készpénzben fizették meg, kamattal együtt. Azt nem tudjuk pontosan, mire használták ezeket az összegeket. Mindez mutatja, mennyire törekedett a király arra, hogy hadseregét saját személyéhez, és a valláshoz, a templomhoz kösse.

## Hivatalnokok
Rádzsarádzsa kinevezte alkirálynak fiát, Radzsandra Csolát uralkodásának utolsó éveire. Ő volt a legfelsőbb vezetője az északi – északnyugati területeknek is. A Paluvettaraiyar család tagjai, Thiruchirapalli területéről szintén fontos tisztségeket töltöttek be. A kapcsolat még I Parantaka (907-950) idejére száll vissza, aki egy e családból származó hercegnőt vett feleségül. Láthatóan teljes felelősségük és igazgatásuk alá tartozott például Paluvur régiója.
Madurantakan Gandaradityan, Gandaraditya (király 950-től 956-ig) fia is magas hivatalt töltött be, a templom körüli ügyekkel kapcsolatban. Más nevekkel is találkozunk az írásokat olvasva, hadvezérekkel, az országos földosztás felügyelőjével, az állami bevételek felügyelőjével, hercegekkel.

## Írások
Rádzsarádzsa előtt is éltek már nagy hódítók Dél-Indiában, de egyikük sem jegyezte fel hadi sikereit, vagy életének fontosabb eseményeit, mint Rádzsarádzsa. Ezek közül sok írás korunkig fennmaradt.
Ami a vallási életet illeti, bár maga Rádzsarádzsa elkötelezett Siva-hívő volt, figyelemre méltó toleranciát mutatott más vallások iránt is. Ő maga is építtetett Vishnunak szentelt templomokat is. A buddhista Chudamani Vihara templom építését is szorgalmazta. Egyik falvából származó bevételeket ennek a templomnak a fenntartására áldozta.

## Személyiség, magánélet
Rádzsarádzsa Parantaka Szundara Csola harmadik gyermeke volt. Nagyon kötődött idősebb nővéréhez, Kundavaihoz. Sok időt töltött társaságában, és nagyon tisztelte őt. Kundavai egy Bana herceghez ment eleségül, de idős korában bizonyosan Tandzsávúrban élt. Túlélte szeretett öccsét is. Joggal feltételezhetjük, hogy Kundavai nagy hatással volt Rádzsarádzsa uralkodására, és karakterére is.
Rádzsarádzsának számos felesége volt, de kevés gyermeke. Egyik felesége, Panchavan Maha Devi támasza volt Radzsaradzsának a mindennapi kormányzásban is, de az első feleség valószínűleg Loka Maha Devi volt. A tandzsavuri templomegyüttes feljegyzéseiből ismerjük más feleségek nevét is. Némelyikük, mint például Loka Maha Devi is, saját maga is építtetett egy templomot a városhoz közel, ami aztán az ő nevét viseli.
Radzsendra Csoli Rádzsarádzsa egyetlen általunk ismert fia. Anyja Vanavan Maha Devi volt, Velir hercegnője. Radzsaradzsának biztosan volt három lánya is, kettőjüknek a neve is fennmaradt: Kundavi, aki egy kelet-csálukjai herceghez ment feleségül, és Madevadigal, aki buddhistává lett, és hajadon maradt.
Bár sok mindent tudunk az életéről, sokáig nem tudtuk, hogyan is nézett ki Rádzsarádzsa, mivel nem maradt fenn róla ábrázolás sem kép, sem szobor formájában. Aztán a régészek felfedeztek egy rég elfeledett, titkos folyosót a tandzsávúri templomok egyikében, aminek fala csodálatos festményekkel van díszítve, amik a 11. századra szállnak vissza. A festmények nagy része Siva életének egyes eseményeit ábrázolja, de egyikükön maga Rádzsarádzsa tűnik fel, guruja, szellemi vezetője társaságában, aki mögött áll, és akire csodálattal tekint. Ez a kép az eddig talált egyetlen, hiteles ábrázolása a nagy királynak.